# Rinnovamento Italiano

Logo der Partei

Rinnovamento Italiano (RI; „Italienische Erneuerung“) war eine liberale Partei der politischen Mitte in Italien, die von 1996 bis 2002 bestand. 
Sie wurde vom zuvor parteilosen Finanzexperten Lamberto Dini gegründet, der von 1995 bis 1996 als Ministerpräsident einer „Technokratenregierung“ vorstand. Die Partei trat zur Parlamentswahl 1996 mit dem Ziel an, die unter Dini initiierten Reformen fortzuführen. Sie war Teil des Mitte-links-Bündnisses L’Ulivo unter Romano Prodi. Bei dieser Wahl erhielt sie 4,3 % der Stimmen, was in 36 der 630 Sitze in der Abgeordnetenkammer und 11 der 315 Senatorenposten resultierte. Dazu gehörten auch Mitglieder von Patto Segni und Socialisti Italiani, die auf der Liste der RI kandidierten. Im Kabinett Prodi I erhielt die Partei drei Ministerposten: Lamberto Dini für Auswärtiges, Augusto Fantozzi für Außenhandel und Tiziano Treu für Arbeit und Soziales. 
Die RI wurde 1998 in die christdemokratische Europäische Volkspartei (EVP) aufgenommen. Bei der Europawahl 1999 erhielt sie nur noch 1,1 % der Stimmen und einen der 87 italienischen Sitze im Europaparlament. Bei der Parlamentswahl 2001 bildete sie eine gemeinsame Liste mit Partito Popolare Italiano, I Democratici und UDEUR unter dem Namen La Margherita und dem Spitzenkandidaten Francesco Rutelli. Die genannten Parteien (mit Ausnahme der UDEUR) fusionierten im März 2002 zur neuen Partei Democrazia è Libertà – La Margherita.